# Hultarpsgöl
Hultarpsgöl är en sjö i Hultsfreds kommun i Småland och ingår i Emåns huvudavrinningsområde. Sjön har en area på 0,068 kvadratkilometer och ligger 107,7 meter över havet.

## Delavrinningsområde
Hultarpsgöl ingår i det delavrinningsområde (635793-148818) som SMHI kallar för Utloppet av Skiren. Medelhöjden är 141 meter över havet och ytan är 16,77 kvadratkilometer. Räknas de 35 avrinningsområdena uppströms in blir den ackumulerade arean 599,48 kvadratkilometer. Gårdvedaån som avvattnar avrinningsområdet har biflödesordning 2, vilket innebär att vattnet flödar genom totalt 2 vattendrag innan det når havet efter 111 kilometer. Avrinningsområdet består mestadels av skog (68 procent) och jordbruk (16 procent). Avrinningsområdet har 0,29 kvadratkilometer vattenytor vilket ger det en sjöprocent på 1,7 procent.